# Elopův efekt

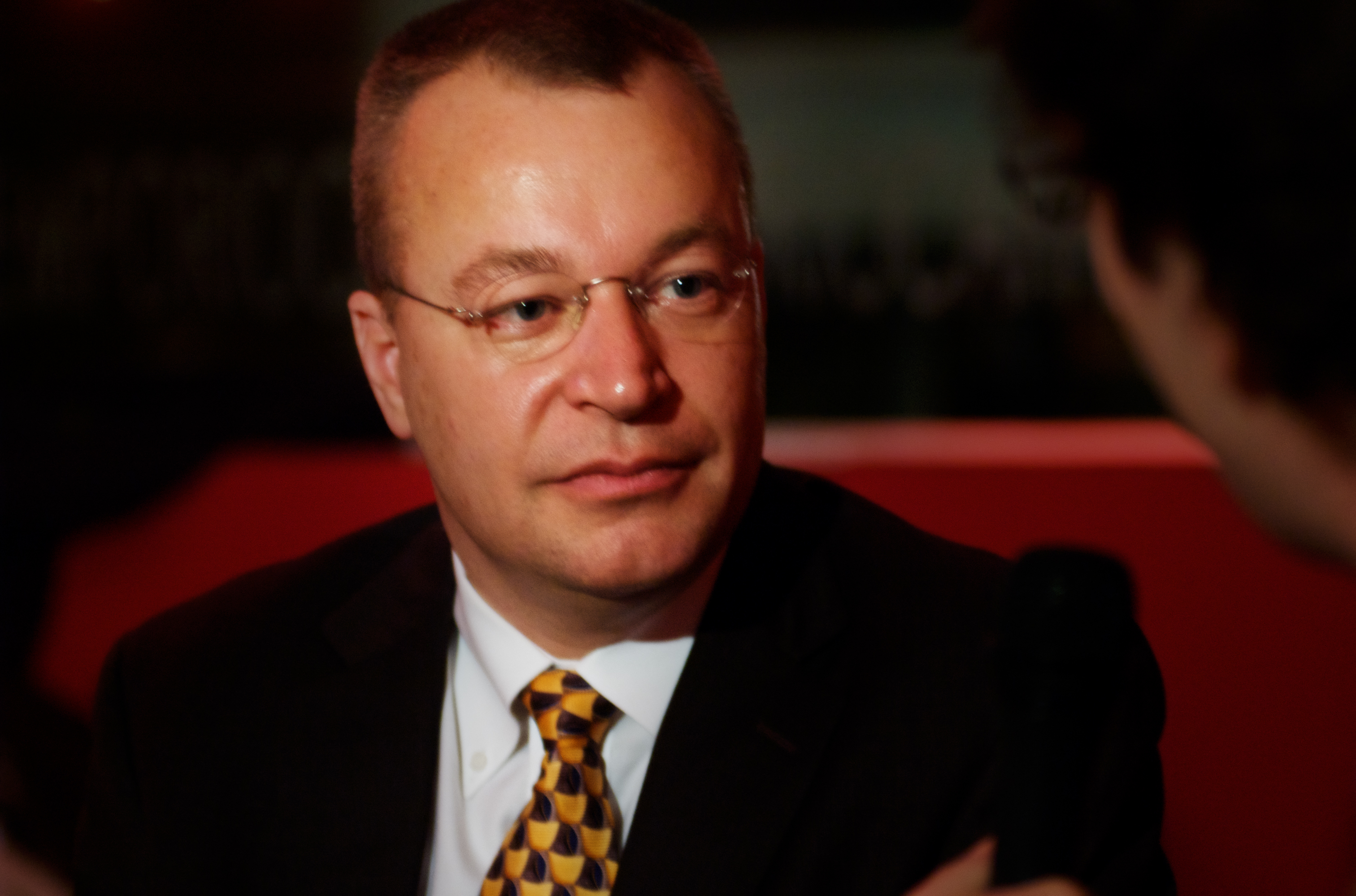
Stephen Elop

Elopův efekt je kombinace Osborneova efektu a Ratnerova efektu. Je pojmenován podle Stephena Elopa, výkonném řediteli firmy Nokia (2010–2013).
Stephen Elop nastoupil do vedení Nokie v září 2010. Dříve pracoval ve firmě Microsoft jako šéf Business Division. 11. února 2011 vydal prohlášení, že Nokia kompletně a definitivně opouští systémy Symbian a MeeGo a přechází na Windows Phone. Obě platformy byly vyvíjeny dlouhá léta, bylo do nich mnoho investováno a měly plně rozvinutou komunitu. V okamžiku prohlášení nebyla společnost na tuto změnu v žádném ohledu připravena a trvalo 9 měsíců, než první telefon s novým operačním systémem dodala na trh. Po celou tuto dobu se doprodávaly modely se Symbianem a MeeGo – nicméně zákazníci nyní již věděli, že tyto modely do budoucna nebudou podporovány, což se odpovídajícím způsobem projevilo na tržbě.
Elop o této náhlé změně plánu informoval své podřízené v únoru 2011 v interním oběžníku, nazvaném Burning Platform. Dosavadní platformy telefonů Nokia označil za nekonkurenceschopné a při jiných příležitostech uváděl o společnosti, kterou řídil, zavádějící nebo přímo nepravdivé údaje, které ji poškodily jméno. Ztráty společnosti se projevily nejen v reputaci, ale samozřejmě i v poklesu tržby a zisku, v reakcích akcionářů i zákazníků. Strmý pád Nokie během roku 2011 neušel pozornosti médií, kde byl popisován jako bezprecedentní a největší v dějinách.